# Wirowość potencjalna
Wirowość potencjalna, PV – miara ścięcia przepływu wykorzystywana w oceanografii i fizyce atmosfery. Wielkość ta jest kombinacją zasady zachowania wirowości i masy i jest specjalnym przypadkiem twierdzenia Ertela. Zasada zachowania wirowości potencjalnej jest wykorzystywana w fizyce atmosfery i oceanografii do opisu fal Rossby’ego.

## Wprowadzenie
Zachowanie wirowości potencjalnej można zrozumieć rozważając mały walec cieczy nieściśliwej i nielepkiej. Na początku, w czasie {\displaystyle t_{1},} walec obraca się z jednorodną prędkością kątową {\displaystyle \omega _{1}} wokół swojej osi. Następnie wysokość walca jest zwiększana, przy zachowaniu jego objętości. Z zasady zachowania momentu pędu wynika że prędkość obrotowa zwiększy się.

Prędkość kątowa jest proporcjonalna do wysokości walca. Jeżeli w chwili {\displaystyle t_{1}} walec ma promień {\displaystyle r_{1}} i masę {\displaystyle m,} to jego moment pędu jest
{\displaystyle L=I_{1}\omega _{1}={\frac {1}{2}}mr_{1}^{2}\omega _{1}.}
Jeżeli walec zmienia swój promień w chwili {\displaystyle t_{2},} jego moment pędu wynosi
{\displaystyle L=I_{2}\omega _{2}={\frac {1}{2}}mr_{2}^{2}\omega _{2},}
czyli
{\displaystyle r_{1}^{2}\omega _{1}=r_{2}^{2}\omega _{2},}
a to oznacza, że
{\displaystyle S_{1}\omega _{1}=S_{2}\omega _{2},}
gdzie {\displaystyle S_{1}} oraz {\displaystyle S_{2}} są powierzchniami kół będących podstawami walców w chwilach {\displaystyle t_{1}} oraz {\displaystyle t_{2}.}
Ponieważ płyn jest nieściśliwy to objętość walców pozostaje taka sama. Wobec tego wysokość jest odwrotnie proporcjonalna do powierzchni bocznej walca. Wynika z tego, że
{\displaystyle {\frac {\omega _{1}}{h_{1}}}={\frac {\omega _{2}}{h_{2}}}}
lub
{\displaystyle {\frac {\zeta _{1}}{h_{1}}}={\frac {\zeta _{2}}{h_{2}}},}
ponieważ {\displaystyle \zeta =2\omega ,} z definicji wirowości.

## Zachowanie wirowości potencjalnej Rossby’ego
Wirowość potencjalna Rossby’ego jest zdefiniowana jako
{\displaystyle Q={\frac {\omega _{0}+\Delta \omega }{\Delta z}},}
gdzie {\displaystyle \omega _{0}} jest wirowością planetarną, {\displaystyle \Delta \omega } jest wirowością względną (względem przepływu płynu nad powierzchnią Ziemi), {\displaystyle \Delta z} jest grubością jednorodnej warstwy płynu. Dla takiego płynu wirowość potencjalna Rossby’ego jest zachowana.
Wirowość potencjalna Rossby’ego może być zdefiniowana w przepływie, w którym horyzontalne składowe prędkości nie zależą od wysokości, a składowa pionowa prędkości jest mała (płyn barotropowy). Równanie ruchu takiego płynu
{\displaystyle {\frac {1}{\omega _{0}+\Delta \omega }}{\frac {\operatorname {d} }{\operatorname {d} t}}(\omega _{0}+\Delta \omega )=-\left({\frac {\partial v_{x}}{\partial x}}+{\frac {\partial v_{y}}{\partial y}}\right),}
natomiast równanie ciągłości dla płynu nieściśliwego
{\displaystyle {\frac {\partial v_{x}}{\partial x}}+{\frac {\partial v_{y}}{\partial y}}=-{\frac {\partial v_{Z}}{\partial z}},}
wobec tego
{\displaystyle {\frac {1}{\omega _{0}+\Delta \omega }}{\frac {\operatorname {d} }{\operatorname {d} t}}(\omega _{0}+\Delta \omega )={\frac {\partial v_{z}}{\partial z}},}
całkując to równanie po wysokości
{\displaystyle {\frac {\Delta z}{\omega }}{\frac {\operatorname {d} }{\operatorname {d} t}}(\omega _{0}+\Delta \omega )=\int _{0}^{\Delta z}{\frac {\partial v_{z}}{\partial z}}dz=v_{z}(\Delta z)-v_{z}(0)={\frac {\operatorname {d} z}{\operatorname {d} t}}}
i dzieląc przez {\displaystyle \Delta z{:}}
{\displaystyle {\frac {1}{\omega _{0}+\Delta \omega }}{\frac {\operatorname {d} }{\operatorname {d} t}}(\omega _{0}+\Delta \omega )={\frac {1}{\Delta z}}{\frac {\operatorname {d} z}{\operatorname {d} t}}.}
Całkując od czasu {\displaystyle t_{1}} do {\displaystyle t_{2}}
{\displaystyle {\frac {\omega _{1}}{\Delta z_{1}}}={\frac {\omega _{2}}{\Delta z_{2}}},}
co pokazuje, że wirowość potencjalna Rossby’ego jest zachowana dla przepływu barotropowego.

## Zastosowania

### Przepływ merydionalny
Kolumna powietrza lub wody początkowo w spoczynku na pewnej szerokości geograficznej ma wirowość planetarną związaną z obrotem Ziemi. Jeżeli wysokość tej kolumny się nie zmienia to zasadę zachowania wirowości potencjalnej jest
{\displaystyle \zeta _{abs}=\zeta +f,}
gdzie wirowość całkowita (absolutna) jest stała.
Jeżeli kolumna powietrza porusza się na północ (oddala się od równika) wtedy jej wirowość względna będzie ujemna ponieważ wirowość planatarna zmniejsza się wraz z wzrastającą szerokością geograficzną. Tak więc ruch w kierunku północnym lub południowym powoduje zmianę wirowości względnej tej kolumny, czyli powoduje ruch antycyklonalny (zgodny ze wskazówkami zegara) lub cyklonalny (przeciwny do wskazówek zegara).

### Przepływy strefowe
W czasie przepływu z zachodu na wschód zaburzenie w kierunku północnym powoduje powstanie ujemnej (antycyklonalnej) wirowości i kolumna odchyla się w kierunku południowo-wschodnim. Z zasady zachowania wirowości potencjalnej kolumna ze składową w kierunku południowym będzie miała wirowość dodatnia (cyklonalną). Ten mechanizm prowadzi do powstawania fal Rossby’ego.

Natomiast w przepływie strefowym ze wschodu na zachód, w którym nastąpiło małe zaburzenie ze składową w kierunku północnym kolumna będzie zakrzywiała się coraz bardziej w kierunku północnym.

## Uogólniona definicja wirowości potencjalnej
{\displaystyle PV={\frac {{\vec {\xi }}+2{\vec {\Omega }}}{\rho }}\cdot \nabla \Psi ,}
gdzie:
- {\displaystyle {\vec {\xi }}=\nabla \times {\vec {u}}} – wirowość względna,
- {\displaystyle 2{\vec {\Omega }}} – wirowość planetarna,
- {\displaystyle \Omega } – częstość kołowa,
- {\displaystyle \rho } – gęstość,
- {\displaystyle \nabla } – gradient wektorowy (operator nabla),
- {\displaystyle \Psi } – wielkość skalarna będąca tylko funkcją ciśnienia i gęstości, dla przykładu może to być temperatura potencjalna lub gęstość potencjalna.

Jednostką wirowości potencjalnej PVU (ang. potential vorticity unit) jest
{\displaystyle \mathrm {1\,PVU\equiv {\frac {10^{-6}\cdot K\cdot m^{2}}{kg\cdot s}}} .}
Źródłami i upustami (ang. source and sink) wirowości potencjalnej są efekty baroklinowe i tarcie.
Jeżeli zachodzą następujące założenia dotyczące przepływu
1. brak tarcia,
2. {\displaystyle \Psi } jest wielkość zachowawczą, czyli {\displaystyle {\frac {\mathrm {d} \Psi }{\mathrm {d} t}}=0,}
3. Przepływ jest barotropowy, czyli {\displaystyle \nabla \rho \times \nabla p=0} lub {\displaystyle \Psi =\Psi (\rho ,p),}

to wtedy wirowość potencjalna jest zachowana
{\displaystyle {\frac {\mathrm {d} }{\mathrm {d} t}}\left({\frac {{\vec {\xi }}+2{\vec {\Omega }}}{\rho }}\cdot \nabla \Psi \right)=0.}
Z tego wzoru wynika, że wirowość względna {\displaystyle {\vec {\xi }}} zmniejsza się jeżeli wirowość planetarna {\displaystyle 2{\vec {\Omega }}} się zwiększa; dla przykładu kiedy cząstka próbna powietrza porusza się na północ. Jest to równoważne zasadzie zachowania momentu pędu w mechanice.
Przepływ jest adiabatyczny jeżeli {\displaystyle \Psi } jest funkcją tylko ciśnienia i gęstości, {\displaystyle \Psi =\Psi (\rho ,p).} Wtedy
{\displaystyle \Leftrightarrow {\frac {\mathrm {d} }{\mathrm {d} t}}\left({\frac {\xi +2\Omega \cdot \sin \phi }{H}}\right)=0,}
gdzie:
- {\displaystyle \phi } – szerokość geograficzna,
- {\displaystyle H} – głębokość (np. ponad górą lub topografią).